# Verdragen van Parijs (1954)

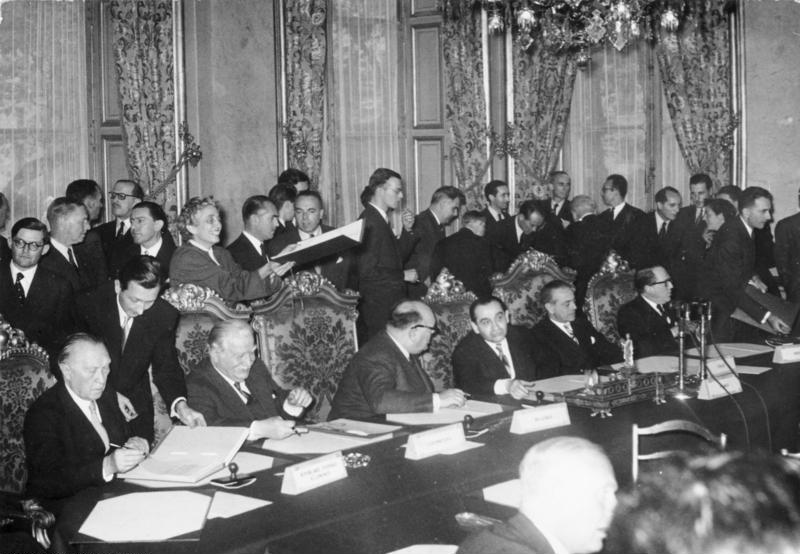
Ondertekening van de Verdragen van Parijs door bondskanselier Konrad Adenauer

Op 23 oktober 1954 werden de Verdragen van Parijs getekend waarmee het bezettingsstatuut in de westelijke bezettingszones in Duitsland beëindigd werd en de Bondsrepubliek Duitsland haar soevereiniteit verkreeg, die echter nog tot 15 maart 1991 beperkt was door geallieerde voorbehoudsrechten.
De verdragen waren voorbereid tijdens de Conferentie van Londen en werden ondertekend door Paul-Henri Spaak namens België, Konrad Adenauer namens de Bondsrepubliek, Lester B. Pearson namens Canada, Pierre Mendès France namens Frankrijk, Gaetano Martino namens Italië, Joseph Bech namens Luxemburg, Wim Beyen namens Nederland, Anthony Eden namens het Verenigd Koninkrijk en John Foster Dulles namens de Verenigde Staten. In de maanden erna werden de verdragen door de nationale parlementen geratificeerd, waarna ze op 5 mei 1955 in kracht traden. Door deze verdragen werden de voormalige As-mogendheden Duitsland en Italië in het systeem van wederzijdse militaire bijstand van de West-Europese Unie opgenomen. In samenhang met deze verdragen verklaarden de westelijke geallieerden dat zij de Bondsregering voortaan zouden betrekken bij beslissingen over de stad Berlijn die nog door de vier bezettingsmachten bestuurd werd.
De verdragen van Parijs bestonden uit de volgende onderdelen:
- Een algemeen verdrag waarmee de Bondsrepubliek Duitsland grotendeels een soevereine staat werd;
- Toetreding tot de West-Europese Unie;
- Toetreding tot de Noord-Atlantische Verdragsorganisatie;
- Een verdrag tussen de Bondsrepubliek en Frankrijk over het Saargebied.